# Zbigniew Zieliński
Zbigniew Zieliński est un ancien joueur désormais entraîneur polonais de volley-ball né le 29 mars 1964. Il totalise 242 sélections en équipe de Pologne.

## Clubs
| Club              | De        | À         |
| ----------------- | --------- | --------- |
| Resovia Rzeszów   | 1981-1982 | 1988-1989 |
| Moerser SC        | 1989-1990 | 1989-1990 |
|                   |           |           |
| Płomień Sosnowiec | 1996-1997 | 1996-1997 |
| Skra Bełchatów    | 2001-2002 | 2001-2002 |
| Resovia Rzeszów   | 2006-2007 | 2006-2007 |

## Palmarès
- Coupe de la CEV (1)
  - Vainqueur : 1990
- Championnat d'Allemagne
  - Finaliste : 1990
- Coupe de Pologne (2)
  - Vainqueur : 1983, 1987
  - Finaliste : 1986